# Nidastore
Nidastore è una frazione di Arcevia ed è il suo castello più settentrionale, ai confini con la provincia di Pesaro e Urbino.

## Etimologia del nome
Il nome Nidastore deriva da Castrum Nidi Austoris, ossia castello del nido dell'astore, grande uccello rapace (usato per la caccia nel medioevo) che figura anche nel suo stemma;

### Jus primae noctis
Nel corso del XV secolo il conte Raniero di Taddeo, nipote del vescovo di Fossombrone, divenne padrone assoluto e giudice supremo, esercitando sui castellani un potere assoluto e imponendo un'antica usanza, lo ius primae noctis, cioè il diritto della prima notte. Così, dopo la cerimonia e il banchetto, arrivava la carrozza del conte per prelevare la sposa e portarla nella sua alcova.
Gli abitanti di Nidastore, stanchi di questi soprusi, si ribellarono e guidati da Cecco di Tocco uccisero il conte gettandone la testa nel pozzo del castello.
Il vescovo di Fossombrone, pur biasimando quell'omicidio, riconobbe la proprietà dei beni del conte agli uomini di Nidastore, sia come risarcimento dei gravi affronti ricevuti che come naturale diritto alla successione; infatti alcuni giovani nidastoresi erano figli del conte.

## Galleria d'immagini

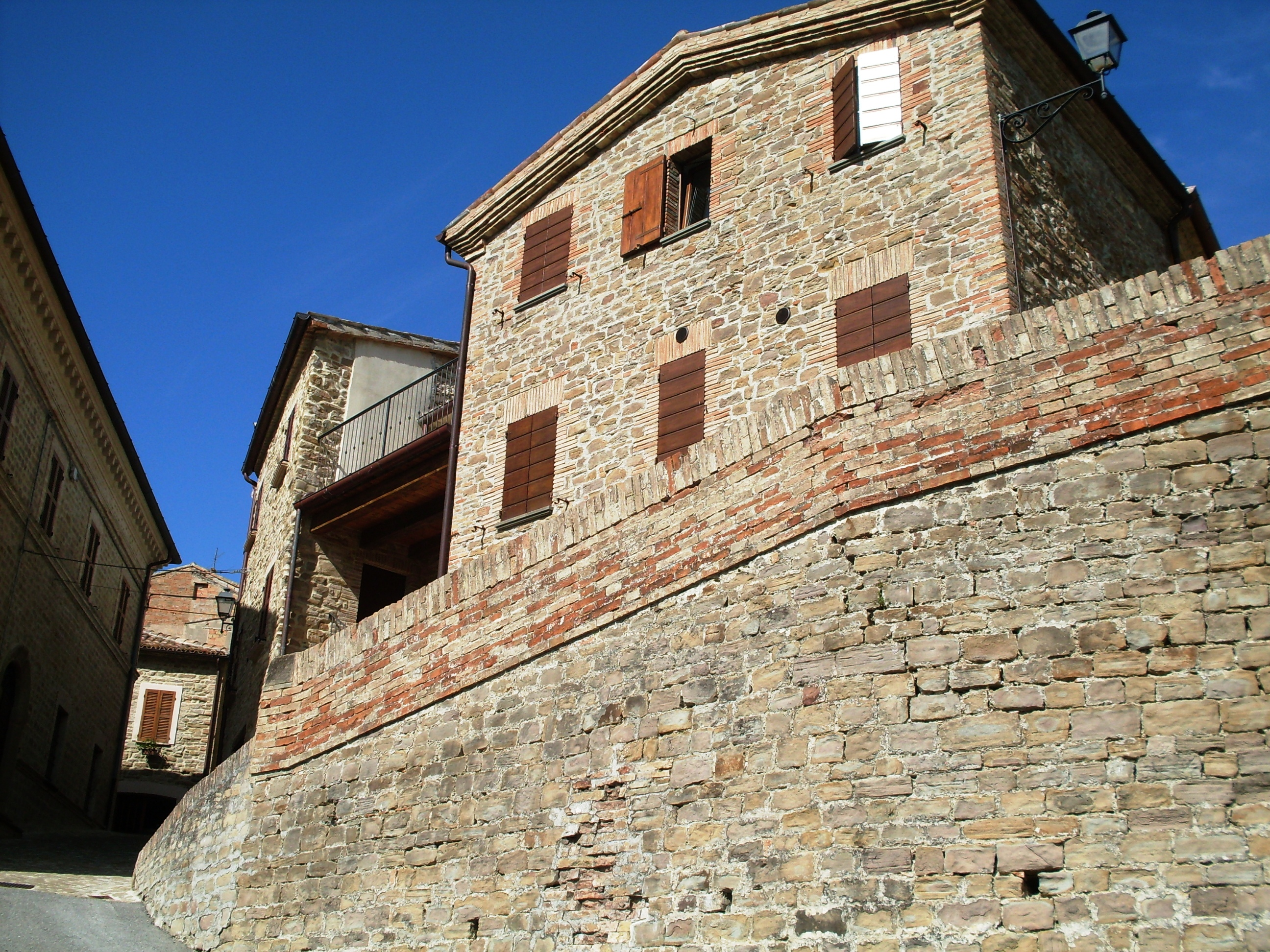
Ingresso Nidastore
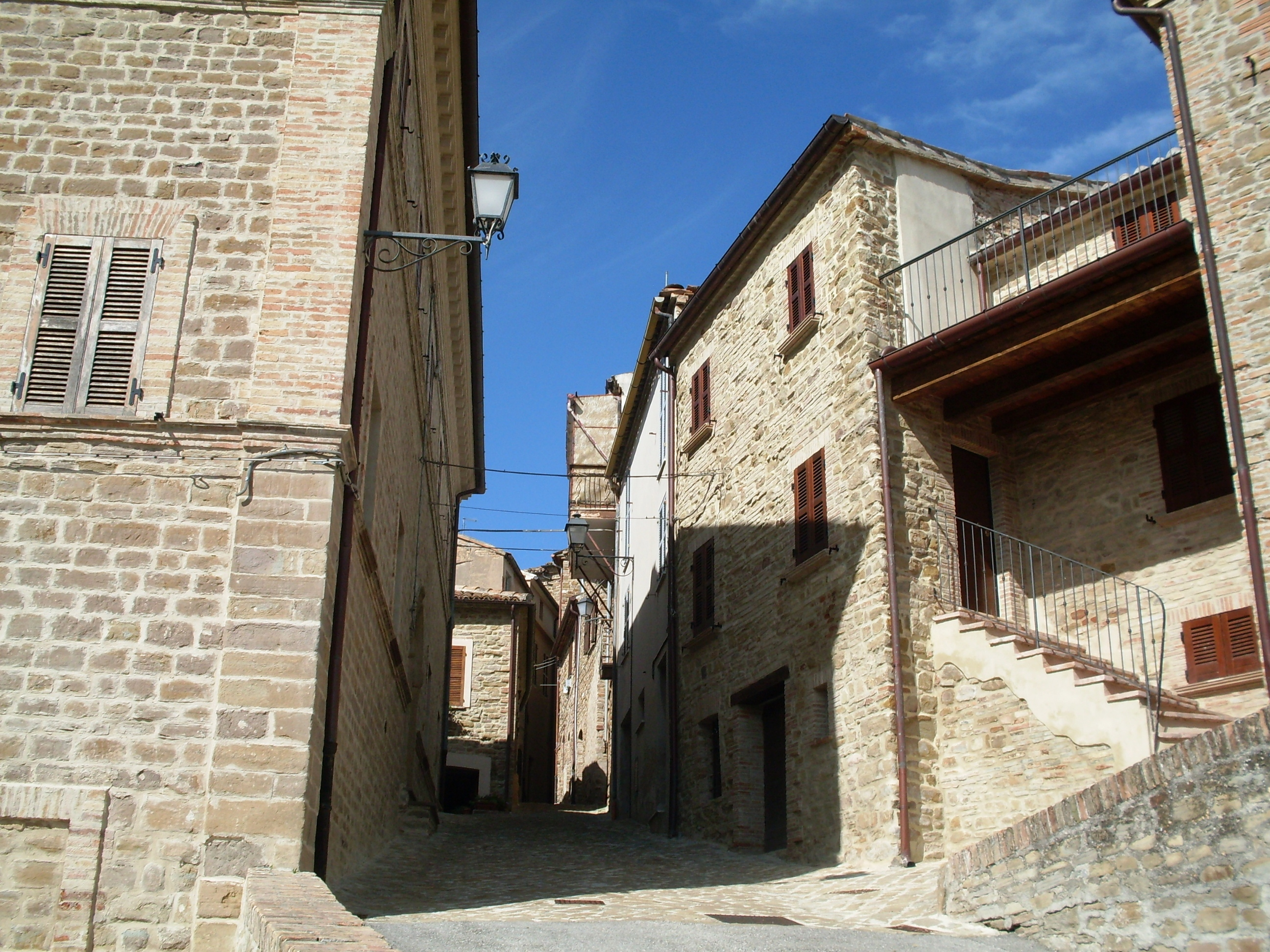
Interno fortificazione Nidastore
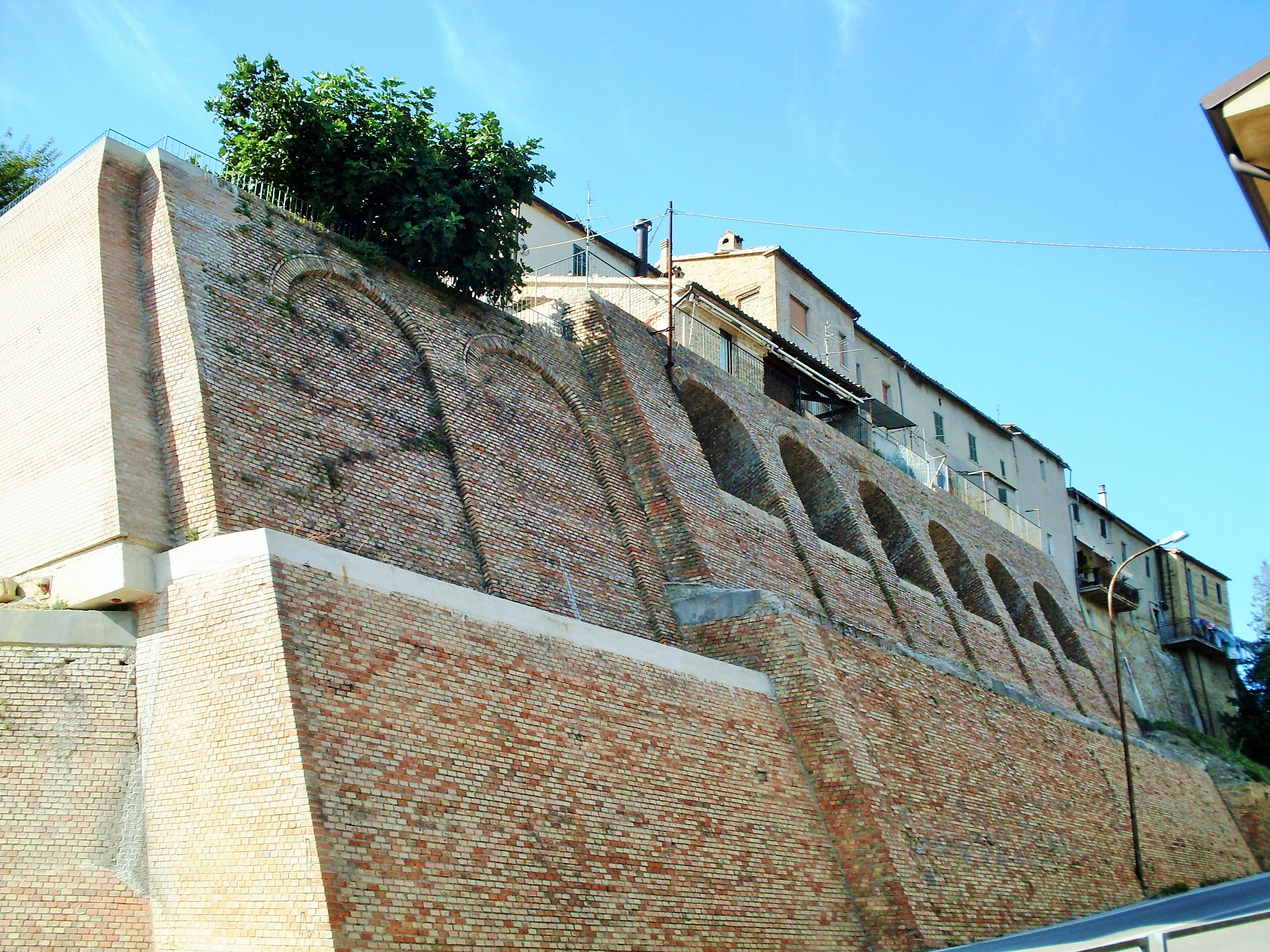
Mura Nidastore